# Bollenstreek

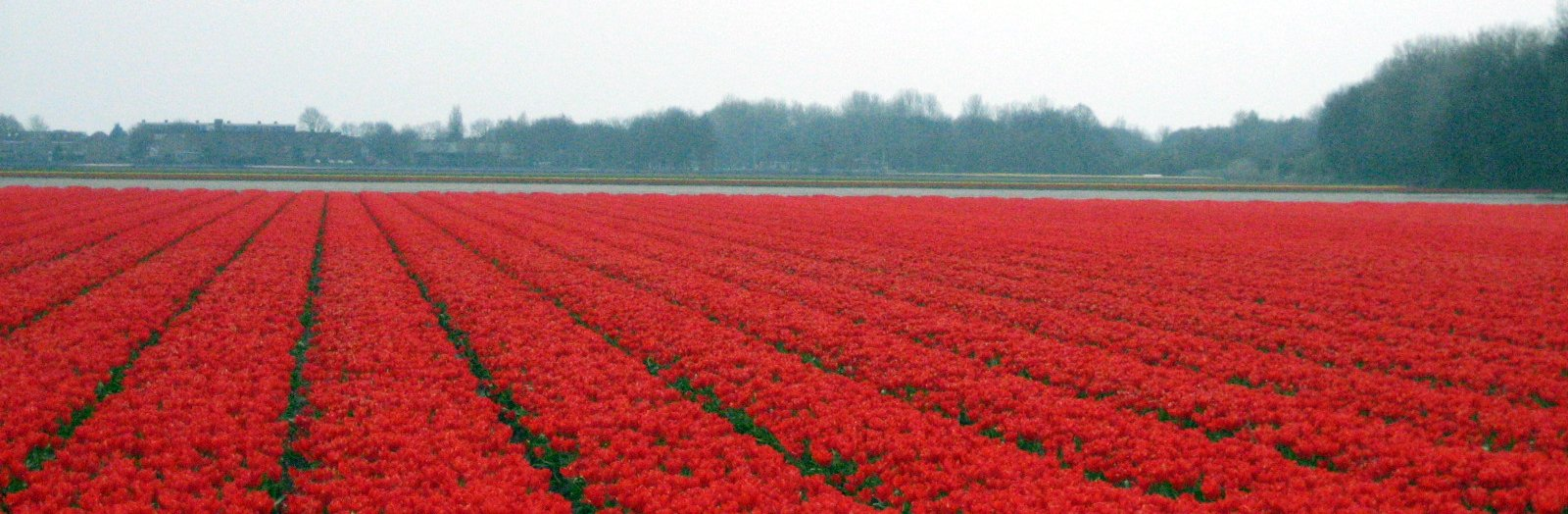
Bloembollenveld

De Bollenstreek of Duin- en Bollenstreek is een streek aan de Hollandse kust waar de bloembollenteelt is ontstaan. Ze ligt officieel van de benedenloop van de Oude Rijn ten westen van Leiden tot aan het gebied ten westen van Haarlem. Een deel van de westelijke Haarlemmermeer, rond Zwaanshoek, wordt ook wel tot de Bollenstreek gerekend. De omstandigheden voor de teelt zijn er gunstig vanwege de dicht onder de oppervlakte aanwezige zandgrond.
Door sommigen worden echter alleen de van oudsher rooms-katholieke agrarische bollendorpen Noordwijk-Binnen, Noordwijkerhout, Voorhout, Sassenheim, Lisse, Hillegom, De Zilk en soms ook de Noord-Hollandse dorpen Vogelenzang en Bennebroek tot de Bollenstreek gerekend. De Duinstreek, met daarbij behorend de vissersdorpen Katwijk aan Zee en Noordwijk aan Zee, hebben een protestants-christelijke achtergrond. Rijnsburg is lastiger in een van deze twee groepen te plaatsen, omdat het wel een bollendorp is, maar niet rooms-katholiek. Alle dorpen samen heten de Duin- en Bollenstreek. 
De streek is vooral bekend vanwege de kweek van tulpenbollen, en daarnaast om de krokussen, narcissen en hyacinten. De bollenteelt ontstond aan het eind van de 16e eeuw rond op de zandgronden bij Haarlem in de 17e eeuw floreerde ze een tijd bovenmatig vanwege de tulpenmanie. De grootschalige teelt in de Bollenstreek kwam in de tweede helft van de 19e eeuw tot ontwikkeling.
Gedurende de bloeitijd van de bloembollen heeft de streek een kleurrijk aanzien die veel bezoekers trekt. Na de krokussen begint eind maart de bloei van tulpen, narcissen en hyacinten die tot in mei doorloopt. In de nazomer zorgen gladiolen, dahlia's, anjers en asters voor een tweede kleurrijke periode.

## Geografie
De Bollenstreek wordt gekenmerkt door de brede zandruggen die resteerden nadat tussen 1650 en 1955 ten behoeve van de zandwinning voor de stedenbouw ter plekke de duinen waren afgegraven. Hier ontstonden de geestgronden die behalve voor veeteelt en tuinbouw zeer geschikt bleken voor de bollenteelt. Ze werden afgeschermd van de Noordzee door uitgestrekte duinenrijen. De zanderige akkergronden die voor het overgrote deel boven zeeniveau liggen maken de Bollenstreek een aparte regio in het verder laag gelegen Holland van veenpolders en kleigronden.

## Klimaat en teelt
De streek kent een voor de bollenteelt zeer geschikt klimaat. Er valt tamelijk veel regen in het door de nabijheid van de zee zachte najaar en in de winter, terwijl het relatief koele maar zonnige voorjaar en meestal ook de zomer droog verlopen.
In de herfst worden de bollen gepoot, waarna er op het land stro verspreid wordt teneinde de bollen tegen de vorst te beschermen. In het voorjaar zal de grond onder het stro gaan broeien waardoor de bol vroeg tot groei en bloei komt. Na de bloei worden de bloemen gekopt en al dan niet verwerkt in bloemenkransen voor toeristen. 
Bloemenkransen worden al jaren niet meer gemaakt. Het verbranden van plantenresten mag al vanaf begin 21e eeuw niet meer, wegens milieueisen. In de beginjaren van het verbod werd er stiekem, bij mist verbrand door de bollenboeren. 's Zomers, als de plant opgedroogd is, worden de bollen gerooid, de plantenrestanten op het land verbrand en worden de bollen met de hand gepeld - een bijverdienste voor de jeugd en seizoensarbeiders uit binnen- en buitenland - dan wel, bij hyacinten, gehold. Vervolgens worden de bollen in bollenschuren op hoge temperatuur gedroogd en ontsmet.
De bollen worden verhandeld op de Rijnsburgse Flora-veiling en voorheen in Lisse, in de Hobaho-hallen, en ze worden via Schiphol naar landen over de hele wereld geëxporteerd.  
De hobaho-hallen bestaan al 20 jaar niet meer, sinds 2003, het zijn inmiddels appartementen geworden. 
Vanwege de verstedelijking in de Duin- en Bollenstreek trokken sommige bollenkwekers naar Noord-Holland. Lichte zeekleigronden worden daar met loodzand vermengd om de samenstelling van geestgrond (duinzand vermengd met rivierklei) te benaderen.

## Taal en karakter
De Bollenstreek is van oudsher een rooms-katholieke enclave in Holland en heeft ondanks de grootschalige verstedelijking een nog landelijk karakter. Dialectkundig wordt er een noordelijk Zuid-Hollands dialect gesproken. Naarmate men dichter bij de kust komt, krijgt het dialect meer Strand-Hollandse eigenschappen die zich minder aan het Standaardnederlands hebben hebben aangepast. Zo spreekt men dichter bij de kust van oudsher de 'sch-' uit als een 'sk-'. In tegenstelling tot in de nabijgelegen Randstad wordt in de Bollenstreek in zowel anlaut als auslaut de R rollend (als een alveolaire tril) uitgesproken, net als in bijvoorbeeld de noordelijkere Hollandse dialecten en het Westland. Deze rollende r is, net als enkele dialectwoorden, ook onder jongeren nog gebruikelijk, hoewel de r in auslaut steeds vaker vloeiend, soms zelfs 'Goois' wordt uitgesproken. 

## Cultuur

### Attracties
De beroemde Keukenhof trekt elk jaar zo'n 800.000 bezoekers. In die tijd worden er onder meer bloemenslingers langs de kant van de weg verkocht. Bloemencorso Bollenstreek is het bloemencorso op de eerste zaterdag na 19 april waarvan de praalwagens rijden van Noordwijk aan Zee via Voorhout, Sassenheim, Lisse, Hillegom, Bennebroek (rustplaats) en Heemstede naar Haarlem. De stad Haarlem die van oudsher ook tot de bollenstreek werd gerekend heeft de bijnaam “Bloemenstad”. Op de tweede zaterdag van augustus is er het Rijnsburgs bloemencorso. Deze rijdt van Rijnsburg via Katwijk aan Zee naar Noordwijk aan Zee.
Het duingebied Coepelduynen tussen Katwijk aan Zee en Noordwijk aan Zee is een Natura 2000-gebied. In 2016 werden de Hollandse Duinen door elf organisaties gepresenteerd als toekomstig nationaal park. 

### Overig
Een bekend lied is Tulpen uit Amsterdam (een wereldhit uit 1954, in Nederland vertolkt door Herman Emmink). Tulpen die daar vandaan komen zijn echter kastulpen uit de kassen rond de veiling in Aalsmeer. De windhandel (de tulpenmanie) in bollen tijdens de Gouden Eeuw (van 1610 tot de apotheose in 1637) en de roman De zwarte tulp speelden zich voornamelijk in Haarlem af. De zwarte tulp was tevens de bijnaam van de beroemde voetballer Ruud Gullit.

## Topografie
Gemeenten in de Bollenstreek: (tussen haakjes betekent betwiste status als onderdeel van de 'Bollenstreek')
- (Bloemendaal)
  - (Bennebroek)
  - (Vogelenzang)
- Hillegom
- (Katwijk)
  - (Katwijk aan Zee)
  - (Katwijk-Noord)
  - (Katwijk aan den Rijn)
  - (Rijnsburg)
  - (Valkenburg)
- Lisse
  - Lisse
  - De Engel
- Noordwijk
  - (Noordwijk aan Zee)
  - Noordwijk-Binnen
  - Noordwijkerhout
  - De Zilk
- Teylingen
  - Voorhout
  - Sassenheim
  - (Warmond)